# جنرال داینامیکس–گرومن ئی‌اف-۱۱۱ای ریون
جنرال داینامیکس/گرومن ئی‌اف-۱۱۱ای ریون (به انگلیسی: General Dynamics/Grumman EF-111A Raven) یک هواپیمای ساختِ کارخانهٔ جنرال داینامیکس و گرومن در کشور ایالات متحده آمریکا است. نخستین استفاده‌کنندهٔ این هواپیما نیروی هوایی ایالات متحده آمریکا بوده‌است. این هواپیما برای نخستین بار در ۱۰ مارس ۱۹۷۷ میلادی مورد استفاده قرار گرفت.